# أغوستين فرنانديز (ملحن)
أغوستين فرنانديز (بالإسبانية: Agustín Fernández Sánchez) هو ملحن بوليفي، ولد في 1958.

## روابط خارجية
- أغوستين فرنانديز على موقع ميوزك برينز (الإنجليزية)